# Rayen Simson
Rayen Simson (Paramaribo, 22 mei 1972) is een Surinaams-Nederlandse Muay Thai-vechter en kickbokser.

## Biografie
Simson won acht wereldtitels in drie verschillende organisaties en stond op nummer 2 in het Thaise Lumpinee Stadion. Ook won hij een Europese titel, twee Nederlandse titels en won toernooien in shootboksen en K-1 MAX. Tijdens zijn carrière heeft hij meer dan 100 overwinningen vergaard, onder anderen op Ramon Dekkers, Ashwin Balrak en Faldir Chahbari. Hij hield zijn laatste gevecht in 2010.
Hij is een neef van thaibokser Angelo Simson.

## Titels
- 2007 Kombat League Champion
- 2006 K-1 MAX Netherlands 2006 The Road to Tokyo Champion
- 2005 Rings Fight Gala Muaythai tournament champion -72.5 kg
- 2003 W.K.N. World Champion -76.2 kg
- 2002 W.P.K.L. World Champion -76.2 kg
- 2001 I.K.B.O. World Champion
- 2000 M.T.B.N. Dutch Champion
- 1998 W.P.K.L. World Champion -72 kg
- 1997 W.P.K.L. European Champion -72 kg
- 1997 Shoot Boxing World Tournament 1997 Champion
- 1995 W.P.K.L. European Champion
- Nummer 2 op de ranking van de Lumpinee Stadium